# Egas Moniz III de Ribadouro
Egas Moniz III de Ribadouro (antes de 1095 - depois de 1115) foi um nobre medieval do Condado Portucalense.

## Biografia
Egas era filho de Monio Fromariques de Ribadouro, sobrinho do então senhor de Ribadouro e chefe da família , Egas Moniz I de Ribadouro. A sua mãe, Elvira Gondesendes, é de origem incerta. 
Detinha propriedades na região do Ribadouro, mais propriamente em Pindelo, Ermegilde, Vilar e Vila Meã. Além disso desempenhou também, à semelhança do seu irmão Martim Moniz de Ribadouro, a tenência de Arouca. 
Lavrou testamento em 1106, segundo o qual deixava metade dos seus bens ao Mosteiro de Paço de Sousa, e a outra aos seus filhos, garantindo no entanto à sua viúva o usufruto da parte dos filhos.
Egas terá falecido provavelmente pouco depois de deixar o governo da terra de Arouca (1115). Em 1131, o seu filho Monio já o dá por morto..

## Casamento e descendência
Egas desposou, em data incerta, Dordia Osores, de quem teve a seguinte descendênciaː
- Monio Viegas IV de Ribadouro[4] (antes de 1128-depois de 1134)[2]

De uma barregã, Senda Tedones, Egas teve tambémː
- Garcia Viegas de Ribadouro (fl.1128)[2][4].